# ماساللی
ماساللی یا ماسال (به لاتین: Masallı، تالشی: Masal یا Masalon) شهری در شهرستان ماساللی کشور جمهوری آذربایجان است. جمعیت این شهر بر اساس سرشماری سال ۱۹۸۹ میلادی، ۱۴٫۷۴۶ نفر و بر اساس سرشماری سال ۲۰۰۸ میلادی، ۹٫۸۰۰ بوده است.

## جغرافیا

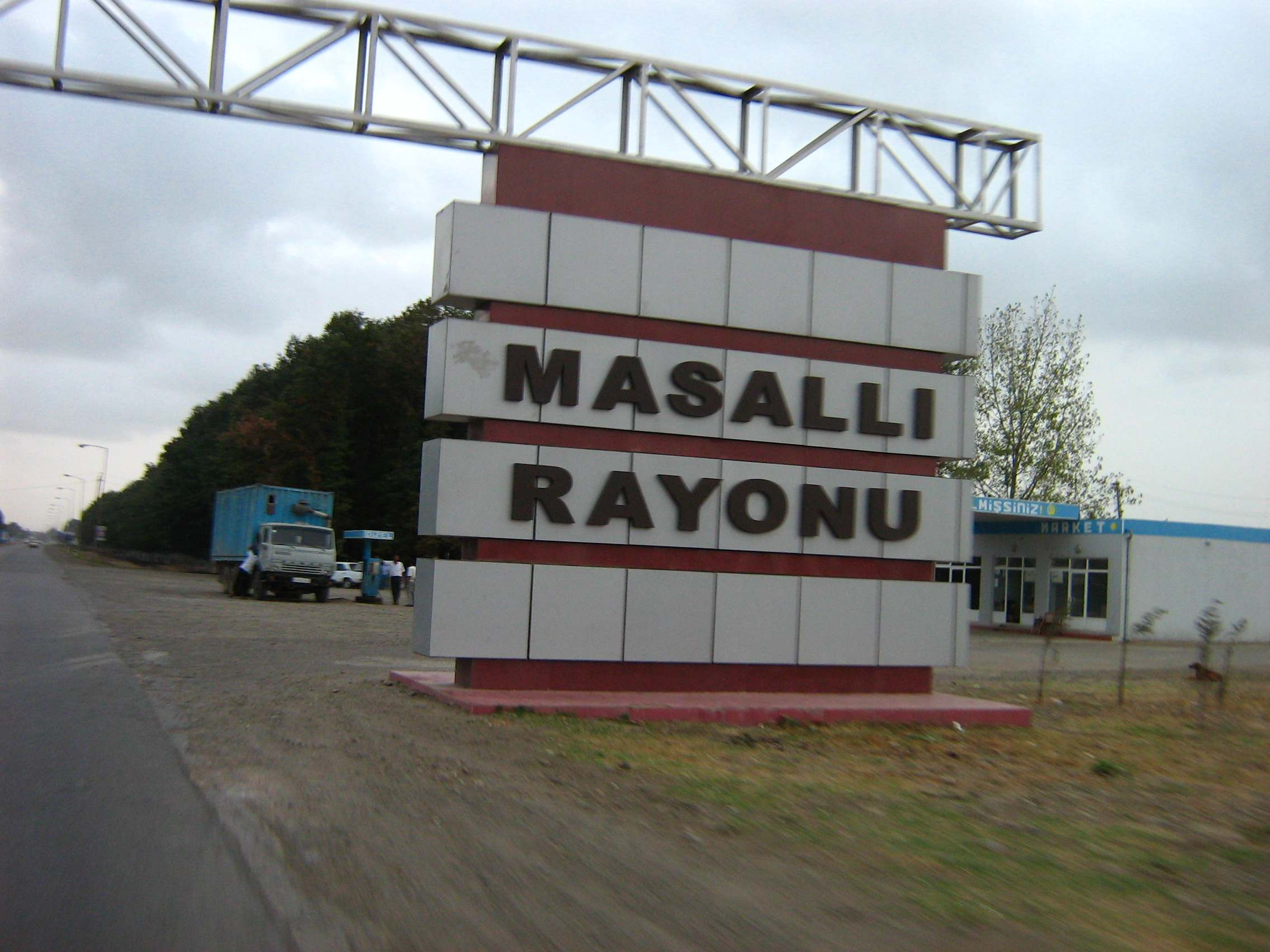
ورودی شهرستان ماسال‌لی

ماسال‌لی یکی از شهرهای جنوب‌شرقی جمهوری آذربایجان است و به‌عنوان یکی از شهرهای تالش شمالی شناخته می‌شود. این شهر ۲۲۱ کیلومتر از باکو پایتخت جمهوری آذربایجان واقع شده است. شهر ماسال‌لی از جنوب به شهر لنکران، از خاور به ذخیره‌گاه دولتی قزل‌آغاج، از شمال به جلیل‌آباد و از باختر به کوه‌های تالش و یاردیملی می‌رسد. هر چه از شهر لنکران فاصله گرفته و به سوی شهر ماساللی حرکت می‌کنیم، پوشش جنگلی کوه‌های اطراف کمتر شده و کوه‌ها به شکل تپه‌های کم‌ارتفاع پی در پی در می‌آیند؛ همچنین باغ‌های میوه، مرکبات و چای و برنج‌زار جای خود را به دشت‌های پهناور و کشتزارهای وسیع می‌دهند.

## مردم
بر اساس سرشماری سال ۲۰۰۹ میلادی، ماسال‌لی ۸۸۶۷ نفر جمعیت داشته که از این شمار ۴۴۶۹ نفر (۵۲٫۴٪) مرد و ۴۳۹۸ نفر (۴۸٫۴٪) زن بوده‌اند.
بیشتر مردم ماساللی تالش هستند و به زبان‌های تالشی و ترکی آذربایجانی سخن می‌گویند.

## دین
دین بیشتر مردم این شهر اسلام و مذهب آنان شیعه است.

## تاریخچه
این شهر بخشی از سرزمین‌های خانات تالش بود که در پیمان گلستان از ایران جدا شد. پس از این پیمان، میرحسن‌خان فرزند میرمصطفی‌خان از شناخته‌شده‌ترین خان‌های تالش همراه با سربازان خود تا مدتی در برابر نیروهای ارتش روسیه تزاری در پیرامون شهر ماسال‌لی به‌ویژه در ناحیه میان‌کوه مقاومت کردند اما در پایان عقب‌نشینی کردند.
شهرداری ماسال‌لی در سال ۱۹۶۰ تأسیس شد.

## ریشه واژه
در مورد ریشه نام شهر ماسال‌لی دیدگاه‌های متفاوتی وجود دارد. نام ماسال‌لی شباهت و همسانی زیادی با نام شهر ماسال در استان گیلان ایران دارد. نام ماسال برگرفته از نام تالشی مزال به‌معنی کوه‌مانند است و ماسال‌لی می‌تواند اشاره به افراد شهر ماسال داشته باشد که از ماسال در گیلان به این ناحیه مهاجرت کردند. نام ماسال‌لی برای نخستین بار در آثار ناحیه آران و شروان و آذربایجان در قرون وسطا و میانی دیده شده است. در آغاز سده هفدهم میلادی در یکی از نامه‌ها و فرمان‌های حکومتی شاه سلطان حسین صفوی از روستاهای ماسال‌لی و شیخ‌لار نام‌برده شده است. (اخبارنامه، میرزا احمد فرزند میرزا خداوردی ۱۸۸۲) برطبق این نامه، این منطقه متعلق به شخصی به‌نام ماسال بیگ بوده است.

## آثار تاریخی
نزدیک به ۲۰۸ بنای تاریخی و باستان‌شناختی در ماسال‌لی وجود دارد.

## آب و هوا
شهر ماسال‌لی یکی از شهرهای واقع‌شده در جلگه پست لنکران است. این شهر در تابستان دارای یک دوره هوای معتدل گرم و خشک در فصل تابستان و هوای معتدل و خشک در فصل زمستان است. این شهر بهار و پاییزی به‌نسبت پربارش دارد.

## ورزش
در این شهر ورزشگاهی چندمنظوره با نام آناتولی بانیشفسکی وجود دارد که ورزشگاه خانگی باشگاه فوتبال ویلش ماسال‌لی است.

## اقتصاد
در شهر ماسال‌لی فعالیت‌های اقتصادی فراوان صورت می‌گیرد. تولید مصالح ساختمانی و محصولات پلاستیکی در این شهر در حال توسعه است. فروشگاه‌های مواد غذایی از جمله نانوایی و شراب‌سازی و… در آن وجود دارد در این شهر ۲ کارخانه شراب‌سازی ۴ کارخانه چای‌سازی و ۱ کارخانه تولید آب معدنی در حال فعالیت هستند. همچنین در پیرامون و محله‌های درون شهر باغ‌های انگور به‌خوبی گسترش یافته‌اند؛ همچنین در این شهر کارخانه‌های فرآوری گیاهان کنسروی، سبزیجات، گوشت، روغن و تخمیر توتون و تنباکو، مجتمع کشت و صنعت، کارخانه فرآوری گوشت و کارخانه لبنیات و آبجوسازی (با نام ویلش) وجود دارند.

## اهالی سرشناس
- بال‌اوغلان اشرف‌اف، خواننده ترانه‌های تالشی و آذری
- صفا آخوندوف، قهرمان ملی جمهوری آذربایجان و کشته‌شده در نبرد نخست قره‌باغ